# Toomsboro
Toomsboro é uma cidade  localizada no estado americano de Geórgia, no Condado de Wilkinson.

## Demografia
Segundo o censo americano de 2000, a sua população era de 622 habitantes.
Em 2006, foi estimada uma população de 612, um decréscimo de 10 (-1.6%).

## Geografia
De acordo com o United States Census Bureau tem uma área de
4,8 km², dos quais 4,8 km² cobertos por terra e 0,0 km² cobertos por água. Toomsboro localiza-se a aproximadamente 71 m acima do nível do mar.

## Localidades na vizinhança
O diagrama seguinte representa as localidades num raio de 28 km ao redor de Toomsboro.